# ジョン＝ミカエル・ニコルソン
ジョン＝ミカエル・ニコルソン（John-Michaël Nicholson。1949年6月22日- ）は、オーストラリア・ボックスヒル（現、ホワイトホース）出身の元自転車競技（トラックレース）選手。通常はジョン・ニコルソンと表記された。

## 来歴
1972年ミュンヘンオリンピック個人スプリントにおいて、決勝でダニエル・モレロンに敗れたものの銀メダルを獲得。1974年にイタリアのジョリー・セラミカチームと契約を結んでプロ転向。その年の世界自転車選手権プロ・個人スプリントでは、デンマークのペデル・ペデルセンに次いで2位だったが、翌1975年の世界選同種目においてペデルセンを下し初優勝。そして翌1976年の世界選の同種目においても、イタリアのジョルダーノ・トリニーを下して連覇を果たす。

### 1977年の世界選手権、プロスプリント準決勝
1977年の世界選は、ベネズエラのサンクリストバルで開催された。3連覇を目指し順当に勝ち上がったニコルソンは、前年4位だった日本の中野浩一と対戦することになった。一本目、隙を突いてイン捲りに出たニコルソンに対し、中野も懸命に締めてニコルソンの進路を塞ぎにかかったものの結局締め切れず。一本目はニコルソンが取った。
しかし二本目は中野が豪快にニコルソンを捲りきって圧勝し、これで1-1のタイ。しかも当時21歳の中野が二本目に見せたパワーに対し、ニコルソンは脅威を感じていた。そして迎えた三本目。早めに決着をつけないことには中野の捲りに屈すると考えたニコルソンは最終1センターから早くもスパートをかけた。しかし二本目に力でねじ伏せた形となった中野にはニコルソンの焦りがはっきりと見えていた。中野は2センター付近で豪快にニコルソンを捲りきり、三本目を制してこの勝負をモノにした。
ニコルソンの3連覇を阻止した中野は続く決勝でも、準決勝でトリニーを破って進出した菅田順和を下して優勝。加えて後に同種目10連覇の偉業を達成することになる。
一方、ニコルソンはこの敗戦により、当時所属していたケッティング・シマノとの契約が打ち切られ、以後も現役を続けるものの、ほとんど第一線の座から退いた。